# Gennadi Wiktorowitsch Sakowitsch

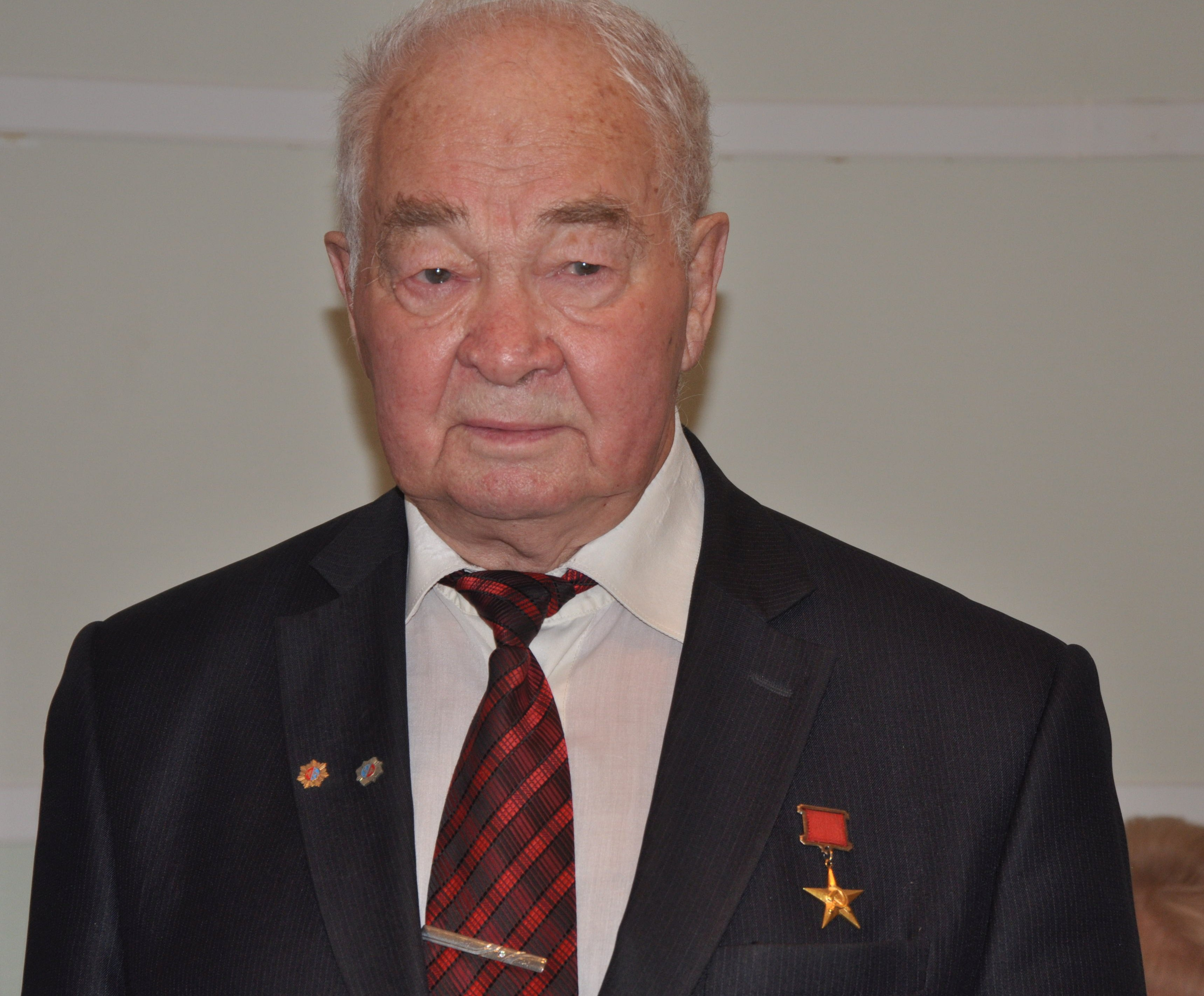
Gennadi Wiktorowitsch Sakowitsch

Gennadi Wiktorowitsch Sakowitsch (russisch Геннадий Викторович Сакович; * 13. April 1931 in Tschita) ist ein russischer Chemiker und Hochschullehrer.

## Leben
Sakowitsch studierte an der chemischen Fakultät der Universität Tomsk (TGU) mit Abschluss 1953. Es folgte die dreijährige Aspirantur. 1956 wurde er Assistent am Lehrstuhl für Anorganische Chemie der TGU. 1958 wurde er Dozent an der Tomsker Militärkommandohochschule.
1959 wurde Sakowitsch als Laboratoriumsleiter an das Forschungsinstitut Nr. 9 in Bijsk berufen, das 1969 das Altai-Forschungsinstitut für Chemische Technologie wurde. 1961 wurde er dort Vizegeneraldirektor. 1969 wurde er zum Doktor der chemischen Wissenschaften promoviert. 1981 wurde er Korrespondierendes Mitglied der Akademie der Wissenschaften der UdSSR.
1984 übernahm Sakowitsch als Nachfolger des Generaldirektors J. F. Sawtschenko die Leitung des Altai-Forschungszentrums. Im Mittelpunkt der Forschungs- und Entwicklungsarbeiten standen und stehen Kraftstoffe und Sprengstoffe, die sogenannten Hochenergiestoffe. Seit 2010 ist das Altai-Institut eine Aktiengesellschaft mit vielfach erweitertem Produktionsspektrum innerhalb der Aktiengesellschaft Moskowski Institut Teplotechniki (MIT) (Moskauer Institut für Wärmetechnik), die Raketensysteme baut.
Dazu war Sakowitsch Professor an der TGU. 1992 wurde er Wirkliches Mitglied der Russischen Akademie der Wissenschaften.
1997 gab Sakowitsch das Generaldirektorsamt auf und wurde Ehrendirektor. 2001 gründete er das Institut für Probleme der Chemischen Energietechnologie der Sibirischen Abteilung der Russischen Akademie der Wissenschaften, dessen Direktor er wurde. 2006 wechselte er in das Amt des wissenschaftlichen Leiters. Er ist Autor von mehr als 500 wissenschaftlichen Arbeiten, darunter 4 Monografien.
Sakowitsch engagierte sich auch gesellschaftlich. Er initiierte ein städtisches Förderprogramm für begabte Kinder sowie das erste Lyzeum in Bijsk und einen Kindergarten mit Schwimmbecken. 1985 organisierte er den ersten Jugendwohnungsbau-Komplex in Sibirien.

## Ehrungen
- Orden des Roten Banners der Arbeit (1966)
- Staatspreis der UdSSR (1970)
- Leninorden (1976, 1990)
- Leninpreis (1984)
- Held der sozialistischen Arbeit mit Leninorden und Hammer- und Sichel-Medaille (1990)[2]
- Preis des Ministerrats der UdSSR (1990)
- Staatspreis der Russischen Föderation (1994) zusammen mit einer Gruppe von Wissenschaftlern für die Entwicklung der industriellen Produktion ultradispersoider Diamanten
- Ehrenbürger von Bijsk (1996)
- Ehrendoktor der TGU (2001)
- Ehrenbürger von Barnaul
- Koptjug-Preis (2005) zusammen mit S. R. Ismagilow und A. N. Sagoruiko für die Entwicklung neuer katalytischer Umweltschutz-Technologien und die Nutzung von Hochenergiestoffen
- Verdienstorden für das Vaterland III. Klasse (2006)
- Ehrenbürger der Region Altai (2006)[3]
- Demidow-Preis (2010) für die Entwicklung neuartiger Hochenergiestoffe[7]
- Verdienstorden für das Vaterland IV. Klasse (2013)
- Ehrenmitglied der Russischen K. E. Ziolkowski-Akademie der Kosmonautik